# Mel
Mel är en ort och frazione i provinsen Belluno i regionen Veneto i Italien
Mel upphörde som kommun den 30 januari 2019 och bildade med de tidigare kommuneerna Lentiai och Trichiana den nya kommunen Borgo Valbelluna.. Den tidigare kommunen hade 5 932 invånare (2018).